# Арсений (Киселёв)
Арсе́ний (в миру Алекса́ндр Алексе́евич Киселёв-Тихоми́ров; род. 12 марта 1961, Слобода, Вологодская область) — епископ неканонической юрисдикции Высшее церковное управление Российской православной церкви, являлся её первоиерархом. В настоящее время является заместителем предстоятеля Старостильной православной церкви.

## Биография
Родился 12 марта 1961 года в деревне Слобода Грязовецкого района Вологодской области. В 1979 году окончил среднюю школу. С 1980 по 1982 год служил в Советской армии. С 1985 по 1989 год обучался в Московской духовной семинарии.
28 января 1983 года архимандритом Алексием (Кутеповым) в Цареконстантиновском храме города Суздаля (Владимирская епархия Русской православной церкви) был пострижен в монашество с именем Арсений в честь святителя Арсения Суздальского. 30 января 1983 года митрополитом Серапионом (Фадеевым) в Успенском кафедральном соборе города Владимира был хиротонисан во иеродиакона. 10 июня 1984 года в день Святой Троицы тем же митрополитом Серапионом в том же Успенском соборе был хиротонисан во иеромонаха.
10 июня 1984 года был назначен священником Цареконстантиновского храма города Суздаля Владимирской области. 1 февраля 1986 года назначен настоятелем Георгиевского храма в селе Ильинском Киржачского района Владимирской области. 7 апреля 1987 года был возведён в достоинство игумена.
В 1989 году был лишён сана архиепископом Владимирским и Суздальским Валентином (Мищуком) за аморальное поведение. Решение было утверждено 14 декабря 1989 года Патриархом Московским и всея Руси Пименом.
После образования в 1991 году Суздальской епархии РПЦЗ, возглавляемой епископом Валентином (Русановым), стал одним из первых клириков, присоединившихся в ней. Вместе с ним в РПЦЗ перешёл и храм в селе Санино Петушинского района, где он служил. В Архиерейский синод РПЦЗ был направлен рапорт за подписью экзарха архимандрита Валентина (Русанцова), в котором объяснялось, что игумен Арсений подвергся извержению из сана за свои симпатии к РПЦЗ и за желание выйти из Московского Патриархата. Эта же версия нашла подтверждение и в докладах Архиерейскому синоду епископа Суздальского и Владимирского Валентина.
14 сентября 1994 года игумен Арсений (Киселёв) был возведён в достоинство архимандрита.
14 марта 1995 года решением «Временного Высшего Церковного Управления Российской православной свободной церкви» в составе епископов Лазаря (Журбенко), Валентина (Русанцова), Феодор (Гинеевского), Серафима (Зинченко), Агафангела (Пашковского) был избран во епископа.
16 апреля 1995 года состоялась его хиротония во епископа Тульского и Брянского. Хиротонию совершили: архиепископ Суздальский и Владимирский Валентин (Русанцов), епископ Борисовский и Санинский Феодор (Гинеевский), епископ Сухумский и Абхазский Серафим (Зинченко) и епископ Казанский и Марийский Александр (Миронов).
3 июня 1996 года епископ Арсений, ссылаясь на указ патриарха Тихона № 362, покинул юрисдикцию РПАЦ, после чего подал прошение присоединиться к РПЦЗ. 15 июля 1996 году решением Архиерейского Синода РПЦЗ был принят в сущем сане епископа и приглашён в США, где ему было предложение (3 года проживания в удалённом австралийском монастыре), которые он не принял, указывая на наличие у него епархии и большого количества приходов, которые не могут остаться без архиерейского окормления.
2 марта 1998 года в контакте с епископом Александром (Мироновым) они присоединились к вновь образованной группе РИПЦ, (родной брат Арсения, Тихон (Киселёв) к тому времени уже стал архиереем в РИПЦ).
16 октября 2002 года на сельском сходе в деревне Санино, где собралось подавляющее большинство православных граждан, проживающих в Санине и в близлежащих насёленных пунктах, было принято решение о возвращении прихода во Владимиро-Суздальскую епархию Московского Патриархата. Одной из причин перехода прихожане указали неблаговидное поведение Арсения (Кисилёва): «Уважаемый Владыко Евлогий, просим удовлетворить нашу просьбу — принять наш приход в Вашу Епархию Московской Патриархии. Причин о переходе к Вам много. А главная причина — наш Владыко Арсений показал себя не с лучшей стороны, если не сказать с худшей».
21 января 2007 года Собор РИПЦ постановил: в связи с созданием своей юрисдикции «Высшее Церковное Управление» бывших членов Священного синода — митрополита Арсения (Киселёва), митрополита Христофора (Сыбева) считать выбывшими из состава Священного синода и более не состоящими в епископате Истинно-православной церкви. 13 июня 2013 года по принятию присяги был принят в юрисдикцию Царская Православная Церковь в России.
5 мая 2021 года митрополит Арсений (Киселёв) вошёл в новую юрисдикцию старостильная православная церковь возглавляемой предстоятелем митрополитом Адрианом (Брагиным). По благословению первоиерарха Синода ИПХ Греции (Авксентия) митрополита Иакова (Яннакиса), митрополит Арсений (Киселёв), схимитрополит Сергий (Иванников) и митрополит Алексий (Бойко) восполнили архиерейскую хиротонию митрополита Адриана (Брагина).